# Glenroy Bros., No 2
Pour plus de détails, voir Fiche technique et Distribution.
Glenroy Bros., No 2 est un film américain réalisé par William Kennedy Laurie Dickson, sorti en 1894. 
Ce film est un des premiers tournés avec la première caméra de cinéma à défilement linéaire vertical, la caméra Kinétographe, au format 35 mm de large, à deux paires de quatre perforations par photogramme, conçue par Dickson et Heise à partir des croquis de Thomas Edison et du premier modèle qui faisait dérouler horizontalement la pellicule de 19 mm de large, à six perforations en bas du cadre.

## Synopsis
Les frères Glenroy (Glenroy Bros.) étaient un duo comique dont le numéro de boxe anglaise fantaisiste a été filmé dans le Black Maria, le premier studio de cinéma de l'histoire. L'un des frères, en tenue sportive de l'époque, tente de boxer sérieusement, mais son vis-à-vis, accoutré d'un costume de clown, répond aux coups par des feintes et des pirouettes acrobatiques.

## Fiche technique
- Titre : Glenroy Bros., No 2
- Réalisation : W.K.L. Dickson
- Production : Edison Manufacturing Company
- Photographie : William Heise
- Durée : 19 secondes (le film original durait une trentaine de secondes)
- Format : 35 mm à double jeu de 4 perforations rectangulaires Edison par photogramme, noir et blanc, muet
- Pays :  États-Unis